# Selección de sóftbol de República Checa
La Selección de sóftbol de República Checa es la selección oficial que representa a República Checa en los eventos internacionales de sóftbol, organizados por la ESF y la WBSC.
A nivel europeo, es la selección dominadora, al obtener nueve títulos de los trece campeonatos disputados.

## Campeonatos

### Campeonato mundial
| 1966 | Ciudad de México       | No participó   | No participó   | No participó   |
| 1968 | Oklahoma               | No participó   | No participó   | No participó   |
| 1972 | Marikina               | No participó   | No participó   | No participó   |
| 1976 | Lower Hutt             | No participó   | No participó   | No participó   |
| 1980 | Tacoma                 | No participó   | No participó   | No participó   |
| 1984 | Midland                | No participó   | No participó   | No participó   |
| 1988 | Saskatoon              | No participó   | No participó   | No participó   |
| 1992 | Manila y Pasig         | 12do           | 1              | 7              |
| 1996 | Midland                | 12do           | 5              | 5              |
| 2000 | East London            | 6.º            | 5              | 4              |
| 2004 | Christchurch           | 7.º            | 4              | 3              |
| 2009 | Saskatoon              | 9.º            | 3              | 4              |
| 2013 | Auckland               | 11.º           | 3              | 4              |
| 2015 | Saskatoon              | 7.º            | 5              | 3              |
| 2017 | Whitehorse             | 9.º            | 7              | 5              |
| 2019 | Praga y Havlickuv Brod | Por disputarse | Por disputarse | Por disputarse |
| 2021 | Por definirse          |                |                |                |

### Campeonato Europeo
| 1993 | I    | Praga          | 3.er lugar |
| 1995 | II   | Hørsholm       | 3.er lugar |
| 1997 | III  | Bussum         | Campeón    |
| 1999 | IV   | Praga          | Campeón    |
| 2001 | V    | Antwerp        | Campeón    |
| 2003 | VI   | Chocen         | Subcampeón |
| 2005 | VII  | Nijmegen       | Campeón    |
| 2007 | VIII | Beveren        | Campeón    |
| 2008 | IX   | Copenhague     | Campeón    |
| 2010 | X    | Havlickuv Brod | Subcampeón |
| 2012 | XI   | Amstelveen     | Campeón    |
| 2014 | XII  | Havlickuv Brod | Campeón    |
| 2016 | XIII | Montegranaro   | Campeón    |
| 2018 | XIV  | Por definirse  |            |

Resultados generales:

## Campeonatos juveniles

### Campeonato Mundial Sub-19
| 1981 | Edmonton      | Sin información oficial |
| 1985 | Fargo         | Sin información oficial |
| 1989 | Summerside    | Sin información oficial |
| 1993 | Auckland      | Sin información oficial |
| 1997 | St. John's    | Sin información oficial |
| 2001 | Sídney        | Sin información oficial |
| 2005 | Summerside    | Sin información oficial |
| 2008 | Whitehorse    | Sin información oficial |
| 2012 | Paraná        | Participó               |
| 2014 | Whitehorse    | 8.º                     |
| 2016 | Midland       | 7.º                     |
| 2018 | Prince Albert | Por disputarse          |
| 2020 | Por definirse |                         |

|}

### Campeonato Europeo Sub-19
| 1998 | Praga               | 1ro            |
| 2000 | Enschede            | 1ro            |
| 2002 | Chocen y Kostelec   | 1ro            |
| 2004 | Le Thillay y Roissy | 2do            |
| 2006 | Havlickuv Brod      | 1ro            |
| 2009 | Ledenice            | 2do            |
| 2011 | Kostelec nad Orlicí | 1ro            |
| 2013 | Stenlose            | 1ro            |
| 2015 | Most                | 1ro            |
| 2017 | Praga               | Por disputarse |
| 2019 | Por definirse       |                |